# The BossHoss
A The BossHoss egy countryzenét és feldolgozásokat játszó német együttes, ami 2004-ben alakult Berlinben. Tagjai: Alec Völkel (ének, mosófa), Sascha Vollmer (akusztikus gitár, ének), Ansgar Freyberg (dob), Malcolm Arison (mandolin, mosófa, harmonika), André Neumann (nagybőgő), Stefan Buehler (elektromos gitár) és Tobias Fischer (ütösök). Zenéjüket ők legszívesebben country trash punk rockként aposztrofálják.

## Diszkográfia

### Albumok
- Internashville Urban Hymns (2005)
- Rodeo Radio (2006)
- Stallion Battalion (2007)
- Stallion Battalion live from Cologne (2008, koncertfelvétel) (Dupla-CD + DVD)
- Do or Die (2009)
- Low Voltage (2010, válogatás)
- Liberty of Action (2011)
- Flames of Fame (2013)
- Flames of Fame – Live Over Berlin (2013, koncertfelvétel)
- Dos Bros (2015)

### Kislemezek
- Hey Ya! (OutKast feldolgozás) (2005)
- Hot In Herre / Like Ice In The Sunshine (Dupla 'A' oldalú lemez Nelly és a Langnese dalával) (2005)
- Christmas-CD (Last Christmas (George Michael) & Riding Home For Christmas) (2005)
- I Say A Little Prayer (Bacharach-David) / You'll Never Walk Alone (Rodgers-Hammerstein) (2006)
- Ring, Ring, Ring (De La Soul cover) (2006)
- Rodeo Radio (2006)
- Everything Counts / Truck ‘n’ Roll Rules (2007)
- Last Day (Do or Die) (2009)
- Heroes/Helden (Nenával, Xavier Naidooval és Rea Garveyvel közösen) (2011)
- Don’t Gimme That (2011)
- L.O.V.E. (2011)
- Live It Up (2012)
- Do It (2013)
- Dos Bros (2015)
- Jolene (a The Common Linnetsszel közösen) (2015)

### DVD
- Internashville Urban Hymns, die DVDs (2005)
- Do or Die - Live in Hamburg CD+DVD  (2009)

## Külső hivatkozások
- The BossHoss Hivatalos weblap